# Bathyctena latipharyngea
Bathyctena latipharyngea is een ribkwal (Ctenophora) uit de familie Bathyctenidae. De wetenschappelijke naam van de soort werd in 1946 als Pleurobrachia latipharyngea gepubliceerd door Dawydoff.